# Cameron Bright
Cameron Bright (Victoria, 26 januari 1993) is een Canadees acteur en voormalig kindster.

## Biografie
Bright werd geboren als Cameron Douglas Crigger op 26 januari 1993 in Victoria (Brits-Columbia) als zoon van Anne Bright en James Crigger. Hij volgde een acteeropleiding aan de Spotlight Academy in Nanaimo. Zijn eerste acteeropdracht was op zesjarige leeftijd in een reclamespot voor Telus, gevolgd door een aantal kleine rollen in televisieseries en -films.
Na een bijrol in The Butterfly Effect (2004) was Brights eerste grote rol in Godsend (2004). In zijn volgende film, Birth (2004), speelde hij een tienjarige jongen die beweert de reïncarnatie te zijn van de overleden echtgenoot van een vrouw, gespeeld door Nicole Kidman. Twee scènes in de film veroorzaakten controverse en trokken media-aandacht voor Bright. In één scène kussen de personages van Bright en Kidman elkaar en in de andere delen de twee een badkuip. De acteurs droegen lichtbeige badpakken in de badscènes en waren nooit naakt of samen gefilmd in dezelfde ruimte op hetzelfde moment van de badscène, hoewel dit aanvankelijk niet publiekelijk bekend was.
Hij speelde verder ook rollen in onder andere X-Men: The Last Stand (2006) en in drie delen van The Twilight Saga. 